# Epopterus ocellatus
Epopterus ocellatus là một loài bọ cánh cứng trong họ Endomychidae. Loài này được Olivier miêu tả khoa học năm 1791.